# County Ground
Il County Ground è uno stadio di calcio e rugby situato vicino al centro della città di Swindon, in Inghilterra. È lo stadio di casa dello Swindon e lo è stato per oltre un secolo. La capienza attuale è di 15 728, tutti a sedere (dalla metà degli anni 1990 con la ristrutturazione).
Il record di presenze è di 32 000 ed è stato fissato il 15 gennaio 1972, contro l'Arsenal nel terzo turno della Coppa d'Inghilterra.
A nord dello stadio di calcio vi è anche il Swindon Cricket Club.